# Karls Enkel
Karls Enkel war eine Liedertheatergruppe, die 1977 in Ost-Berlin gegründet wurde und bis 1985 bestand.

## Geschichte
Die Gruppe Karls Enkel begann 1974 als Trio, die ersten Mitglieder waren Elke Schwarz (verh. Wenzel, Schmeckenbecher), Ralf Kober und Stefan Körbel. 1976 stießen Hans-Eckardt Wenzel, Rolf Fischer, Thomas Bruhn und Werner Karma hinzu. Am 2. Februar 1977 fand die erste Premiere in Leipzig statt. Der Name bezog sich ebenso auf Karl Marx wie auf Karl Valentin, Karl Kraus oder Karl Liebknecht, die Texte behandelten die aktuellen Zustände in der DDR. 1979 erhielt die Gruppe den Kunstpreis der FDJ, die Erich-Weinert-Medaille. In dieser Zeit wandelte sich das künstlerische Konzept der Gruppe, deren Song-Programme zunehmend mit schauspielerischen und szenischen Elementen gemischt wurden, obwohl es den Status einer freien Liedertheaterszene in der DDR offiziell nicht gab. Das schon szenisch gestaltete Programm Zieharmonie war der FDJ zu kritisch und konnte nur wenige Male gespielt werden. Karls Enkel nahm regelmäßig am Festival des politischen Liedes in Berlin teil. Die Gruppe produzierte insgesamt zwölf abendfüllende Programme.

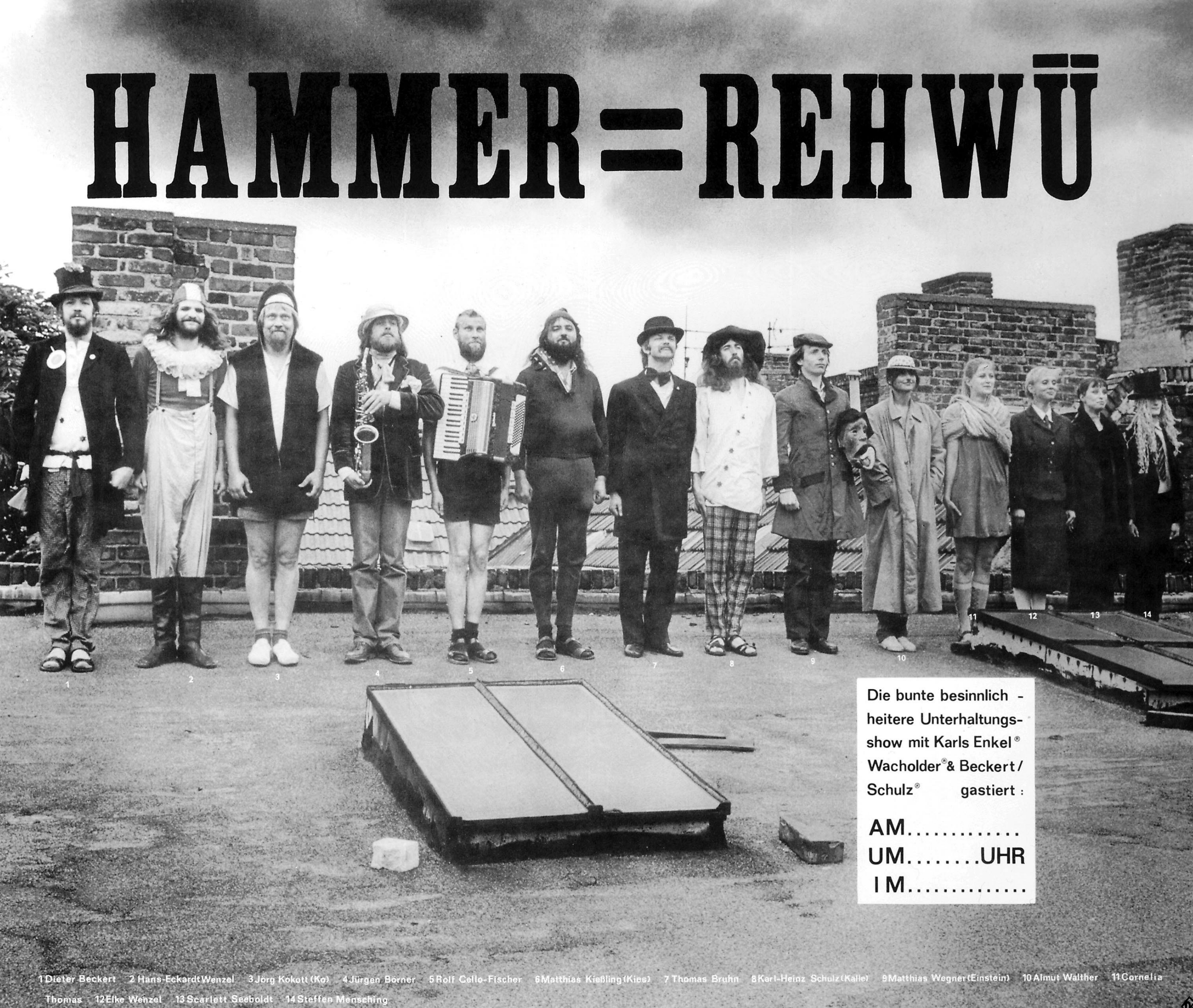
Tourposter der Hammer=Rehwü 1982

1979 begann die Zusammenarbeit von H.E. Wenzel und Steffen Mensching, beide bestimmten zunehmend die inhaltliche Ausrichtung von Karls Enkel. 1980 verließ Karma das Ensemble und wurde freischaffender Lyriker und Rocktexter. Während dieser Zeit entschied sich die Gruppe, vorläufig auf eigene Texte zu verzichten, um sich „doppelt toten Dichtern“ zuzuwenden, also Autoren, die nicht mehr lebten und deren Werk wenig oder nur einseitige Beachtung fand. Grund für diesen Entschluss waren wiederholte Auseinandersetzungen mit kulturellen Institutionen, die kritische Texte monierten und damit Auftritte erschwerten. 1980 begann Ralf Kober ein Schauspielstudium und verließ das Ensemble. 1982 ging auch St. Körbel eigene Wege und wurde durch Cornelia Thomas ersetzt. 1982 wurde die Hammer=Rehwü zusammen mit dem Duo Beckert & Schulz (das seit 1983 bei Karls Enkel mitwirkte) und der Folkband Wacholder aufgeführt, eine Inszenierung im Stil der politischen Revuen Erwin Piscators in den 1920er Jahren. Mit der Hammer=Rehwü kehrte die Gruppe zur eigenen Textproduktion zurück und widmete sich wieder brisanten gesellschaftlichen Problemen. Im Zusammenhang mit der Hammer=Rehwü wurde Wacholder im April 1983 kurzzeitig regional verboten und den Mitgliedern der Gruppe die Berufsausweise entzogen. 1983 wurden Th. Bruhn und C. Thomas durch Mehrheitsbeschluss aus der Gruppe ausgeschlossen. 1984 kehrte St. Körbel zu Karls Enkel zurück. 1985 stellte das Liedertheater mit dem Programm Promenade seine Auftrittstätigkeit ein.
Ab 1982 traten Wenzel und Mensching erfolgreich als Clownsduo Weh & Meh auf. Ein Nachfolgeprojekt der Gruppe Karls Enkel war die Bolschewistische Kurkapelle (1986), Gründungsmitglieder waren u. a. St. Körbel, R. Fischer und D. Beckert. 1987 folgte ein weiteres Großprojekt mit fast zwanzig Darstellern (darunter zahlreiche Laien): Die Sicheloperette – Ein soziales Experiment mit viel Musik. Text und Regie lagen in den Händen von Wenzel und Mensching.
Die bekanntesten Lieder der Gruppe Karls Enkel sind das Sektlied (1977), Wenn der Kaiser Geburtstag hat (1978) und Oma Amler (1978), sowie das 1979 auf Schallplatte veröffentlichte Streit und Kampf, die Vertonung eines Gedichts von Erich Mühsam durch Ernst Busch.

## Programme
- Kommt, wir rücken näher zusammen (1977)
- Vorfahrt (1978)
- Zieharmonie (1979)
- Von meiner Hoffnung lass ich nicht oder der Pilger Mühsam (1980)
- `s geht los! Aber nicht mit Chassepots – Nachtprogramm in der Volksbühne zu „Der Biberpelz“ (1980)
- Deutschland meine Trauer – ein Literaturprogramm oder neun Arten einen Becher zu beschreiben (1981)
- Ich hab´ noch keine Bouillabaisse gegessen – ein Abend mit Liedern von Theodor Kramer (1982)
- Dahin! Dahin! Ein Göte-Abend (1982)
- Die Hammer=Rehwü (1982)
- Die komische Tragödie des Louis Bonaparte nach Karl Marx oder Ohrfeigen sind schlimmer als Dolchstöße (1984)
- Spanier aller Länder oder Geschichte und Begebenheit, welche bis Neunzehnhundert=Neununddreißig dem Edlen von La Mancha und seinem Diener widerfuhren (1984/85)
- Promenade (1985)
- Mitwirkung in Theaterinszenierungen: DDR-Entdeckungen Staatstheater Schwerin (1980), Alfred Döblin „Berlin Alexanderplatz“ (Volksbühne 1983), Georg Seidel „Jochen Schanotta“ (Berliner Ensemble 1984)

## Diskografie

### Alben
- 1994: Hammer=Rehwü (Nebelhorn/Buschfunk)

### Stücke auf Kompilationen
- 1979	9. Festival des politischen Liedes (Streit und Kampf). Amiga 8 45 169
- 1980	Ein Kessel Rotes (Oma Amler, Hoppla, Der wilde Mohn, Ich möchte noch ein großes Stück Leben). Amiga 8 45 193
- 2000	Festival des politischen Liedes – Die Siebziger. (Meine Zeit). Pläne 88838
- 2007	Für wen wir singen. Liedermacher in Deutschland, Vol. 3, CD 8 (Meine Zeit), Bear Family Records 26081
- 2007	Für wen wir singen. Liedermacher in Deutschland, Vol. 4, CD 12 (Hammer=Rehwü, Berlinlied) Bear Family Records 26081-1
- 2019	Radio Eins, Die 100 Besten Ost Songs (Oma Amler) Amiga/Sony 26452